# Interstate 75
Interstate 75 (I-75) é uma importante rodovia interestadual norte-sul nas regiões dos Grandes Lagos e do sudeste dos Estados Unidos. Como a maioria das interestaduais que terminam em 5, é uma importante rota norte-sul que atravessa o país, viajando da State Road 826 (SR 826, Palmetto Expressway) e State Road 924 (Gratigny Parkway) na fronteira de Hialeah-Miami Lakes (noroeste de Miami, Flórida) até Sault Ste. Marie, Michigan, na fronteira canadense. É a segunda rodovia interestadual norte-sul mais longa (depois da I-95) e a sétima rodovia interestadual mais longa em geral.
A I-75 passa por seis estados diferentes. A rodovia percorre toda a extensão da península da Flórida, desde a área de Miami até a costa do Golfo, passando por Tampa. Mais ao norte, na Geórgia, a I-75 continua passando por Macon e Atlanta antes de atravessar Chattanooga e Knoxville e as Montanhas de Cumberland, no Tennessee. A I-75 atravessa o Kentucky, passando por Lexington antes de cruzar o Rio Ohio em direção a Cincinnati, Ohio. Em Ohio, a rodovia sobe pelo lado oeste, passando por Dayton e Lima, antes de cruzar para Michigan, ao norte de Toledo. A I-75 segue para nordeste ao longo da costa do Lago Erie e do Rio Detroit até a cidade de Detroit, antes de virar para noroeste e norte até a Ponte de Mackinac, onde a rodovia cruza o estreito entre os lagos Huron e Michigan. Mais ao norte, a I-75 se aproxima da fronteira canadense em Sault Ste. Marie, rio abaixo do Lago Superior, a 2.875,1 km de suas origens perto do Oceano Atlântico subtropical.